# Ronde van Spanje 1995
| Eindklassement      |                      |             |
| Algemeen klassement | Laurent Jalabert     | 95h 30' 33" |
| Tweede              | Abraham Olano        | + 4' 22"    |
| Derde               | Johan Bruyneel       | + 6' 48"    |
| Vierde              | Melchor Mauri        | + 8' 04"    |
| Vijfde              | Richard Virenque     | + 11' 38"   |
| Zesde               | Roberto Pistore      | + 11' 54"   |
| Zevende             | David Garcia Markina | + 13' 50"   |
| Achtste             | Daniel Clavero       | + 15' 03"   |
| Negende             | Michele Bartoli      | + 19' 14"   |
| Tiende              | Stefano Della Santa  | + 19' 42"   |
| Puntenklassement    | Laurent Jalabert     | 312 punten  |
| Tweede              | Abraham Olano        | 195 punten  |
| Derde               | Marcel Wüst          | 178 punten  |
| Bergklassement      | Laurent Jalabert     | 238 punten  |
| Tweede              | Roberto Pistore      | 124 punten  |
| Derde               | Alex Zülle           | 89 punten   |

De 50e editie van de Ronde van Spanje werd verreden in 1995 en begon op 2 september en duurde tot 23 september. De plaats op de kalender wijzigde van april naar september, door deze wijziging was de wedstrijd niet de eerste maar de laatste grote ronde van het jaar.
De Fransman Laurent Jalabert van Once werd de eindwinnaar van deze editie. Laurent Jalabert drukte zijn stempel op deze ronde door het winnen van zowel het eindklassement, het puntenklassement alsook het bergklassement. Hij won bovendien nog vijf etappes. Zijn ploeg Once won tevens het ploegenklassement.
De Belg Johan Bruyneel werd derde in het eindklassement.
- Aantal ritten: 21 + proloog
- Totale afstand: 3750,0 km
- Gemiddelde snelheid: 39,246 km/h

## Belgische en Nederlandse prestaties

### Belgische etappezeges
- Er waren geen Belgische etappezeges in deze Ronde van Spanje.

### Nederlandse etappezeges
- Jeroen Blijlevens won de 10e etappe in Sevilla.

## Etappes
| Etappe  | Datum        | Steden                       | km                | Winnaar             | Leider algemeen klassement |
| proloog | 2 september  | Zaragoza                     | 7                 | Abraham Olano       | Abraham Olano              |
| 1       | 3 september  | Zaragoza - Logroño           | 186,6             | Nicola Minali       | Abraham Olano              |
| 2       | 4 september  | San Asensio-Santander        | 223,5             | Gianluca Pianegonda | Gianluca Pianegonda        |
| 3       | 5 september  | Santander-Alto del Naranco   | 206               | Laurent Jalabert    | Laurent Jalabert           |
| 4       | 6 september  | Tapia de Casariego-A Coruña  | 166,5             | Marcel Wüst         | Laurent Jalabert           |
| 5       | 7 september  | A Coruña-Ourense             | 179,8             | Laurent Jalabert    | Laurent Jalabert           |
| 6       | 8 september  | Ourense-Zamora               | 264               | Nicola Minali       | Laurent Jalabert           |
| 7       | 9 september  | Salamanca                    | 41 Ind. tijdrit   | Abraham Olano       | Laurent Jalabert           |
| 8       | 10 september | Salamanca-Ávila              | 219,8             | Laurent Jalabert    | Laurent Jalabert           |
| 9       | 11 september | Ávila-Segovia                | 122,5             | Jesper Skibby       | Laurent Jalabert           |
| 10      | 12 september | Córdoba-Sevilla              | 162,5             | Jeroen Blijlevens   | Laurent Jalabert           |
| 11      | 13 september | Sevilla-Marbella             | 187               | Nicola Minali       | Laurent Jalabert           |
| 12      | 14 september | Marbella – Sierra Nevada     | 238               | Bert Dietz          | Laurent Jalabert           |
| 13      | 15 september | Olula del Río – Murcia       | 181               | Christian Henn      | Laurent Jalabert           |
| 14      | 16 september | Elx-Valencia                 | 207               | Marcel Wüst         | Laurent Jalabert           |
| 15      | 17 september | Barcelona-Barcelona          | 154               | Laurent Jalabert    | Laurent Jalabert           |
| 16      | 18 september | Tárrega-Pla de Beret         | 197,3             | Alex Zülle          | Laurent Jalabert           |
| rustdag |              |                              |                   |                     |                            |
| 17      | 20 september | Salardú-Luz Ardiden          | 179,2             | Laurent Jalabert    | Laurent Jalabert           |
| 18      | 21 september | Luz Saint Sauveur-Sabiñánigo | 157,8             | Asiate Saitov       | Laurent Jalabert           |
| 19      | 22 september | Sabiñánigo-Calatayud         | 227,7             | Adriano Baffi       | Laurent Jalabert           |
| 20      | 23 september | Alcalá de Henares            | 41,6 Ind. tijdrit | Abraham Olano       | Laurent Jalabert           |
| 21      | 24 september | Alcalá de Henares – Madrid   | 171,2             | Marcel Wüst         | Laurent Jalabert           |

 winnaars · rode trui · 
 puntenklassement · 
 bergklassement · 
 combinatieklassement · 
 jongerenklassement · 
 ploegenklassement · 
 strijdlust

 Belgische leiderstruidragers · etappewinnaars

 Nederlandse leiderstruidragers · etappewinnaars
1935 · 1936 · 1937 · 1938 · 1939 · 1940 · 1941 · 1942 · 1943 · 1944 · 1945 · 1946 · 1947 · 1948 · 1949 · 1950 · 1951 · 1952 · 1953 · 1954 · 1955 · 1956 · 1957 · 1958 · 1959 · 1960 · 1961 · 1962 · 1963 · 1964 · 1965 · 1966 · 1967 · 1968 · 1969 · 1970 · 1971 · 1972 · 1973 · 1974 · 1975 · 1976 · 1977 · 1978 · 1979 · 1980 · 1981 · 1982 · 1983 · 1984 · 1985 · 1986 · 1987 · 1988 · 1989 · 1990 · 1991 · 1992 · 1993 · 1994 · 1995 · 1996 · 1997 · 1998 · 1999 · 2000 · 2001 · 2002 · 2003 · 2004 · 2005 · 2006 · 2007 · 2008 · 2009 · 2010 · 2011 · 2012 · 2013 · 2014 · 2015 · 2016 · 2017 · 2018 · 2019 · 2020 · 2021 · 2022 · 2023 · 2024 · 2025